# Новая Зеландия (колония)
Колония Новая Зеландия (англ. Colony of New Zealand) — британская колония, существовавшая в Новой Зеландии с 1841 по 1907 годы. Возникла как коронная колония, власть британского правительства представлял губернатор, но в 1852 году самоуправление. Был принят Новозеландский конституционный акт 1852 года, через год был избран первый созыв парламента; в 1856 году сформировалось ответственное правительство. Колония имела три столицы: Олд Рассел (1841), Окленд (1841—1865) и Веллингтон (с 1865 года). В 1907 году колония стала доминионом, с более явным признанием самоуправления в рамках Британской империи.

## Основание

Уильям Гобсон.

После провозглашения суверенитета Новой Зеландии из Сиднея в январе 1840 года капитан Уильям Хобсон прибыл в Новую Зеландию и издал такое же заявление 1 февраля 1840 года. Договор Вайтанги был подписан 6 февраля 1840 года, 21 мая 1840 года Уильям Гобсон в двух отдельных формальных декларациях провозгласил британский суверенитет над островами Новой Зеландии. В первой декларации Хобсон провозгласил британский суверенитет над Северным островом. Основанием для притязаний на Северный остров был Договор Вайтанги между маори и британской короной. В английской версии договора маори уступили суверенитет в обмен на права, привилегии и защиту британского подданного. В переводе договора маори слово «каванатанга» обычно переводится как управление, а не как суверенитет, и этот момент остаётся предметом многочисленных споров и политических дебатов. Во второй декларации Хобсон провозгласил британский суверенитет над Южным островом и островом Стюарт на основании «первого открытия» капитана Джеймса Кука в 1769 году.
Первоначально Новая Зеландия была частью колонии Новый Южный Уэльс, и лейтенант-губернатор Хобсон подчинялся губернатору Нового Южного Уэльса. В соответствии с патентными грамотами британское правительство 16 ноября 1840 г. издало Хартию о создании колонии Новой Зеландии. В Хартии говорилось, что 3 мая 1841 года колония Новая Зеландия будет создана как колония Короны, отдельная от Нового Южного Уэльса.

## Коронная колония
С основанием коронной колонии Гобсон стал губернатором Новой Зеландии. В помощь ему были созданы первые органы правительства Новой Зеландии: исполнительный совет и законодательный совет.
Исполнительный совет состоял из генерального прокурора, колониального секретаря и колониального казначея. Законодательный совет состоял из губернатора, Исполнительного совета и трех мировых судей, назначаемых губернатором. Законодательный совет имел право издавать постановления и нормативные акты.
Колония была разделена на три провинции: Провинция Новый Ольстер (Северный остров), Провинция Новый Мюнстер (Южный остров) и Провинция Новый Ленстер (остров Стьюарт).

## Самоуправляющаяся колония

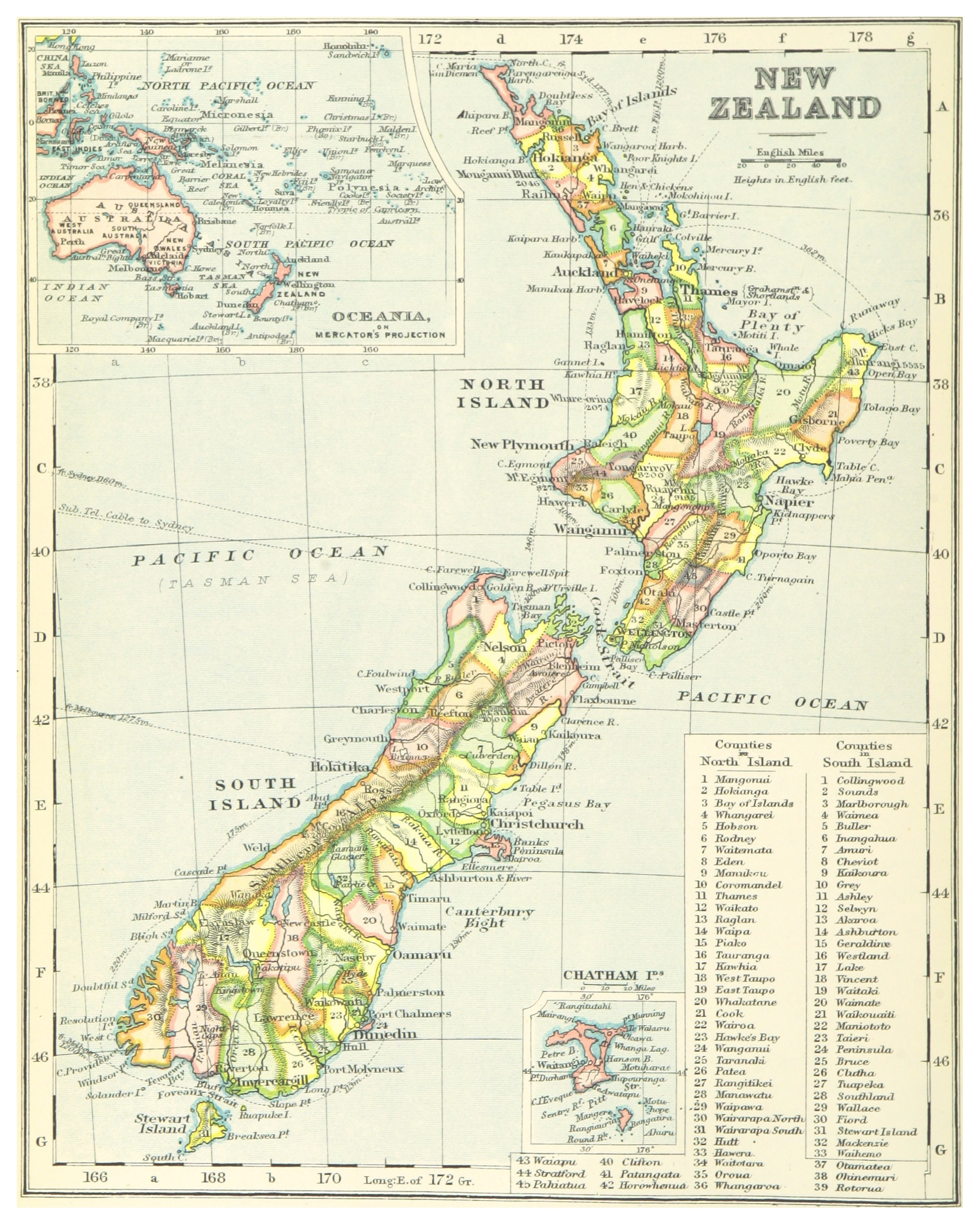
Колония Новая Зеландия и её округа (1899 год).

По мере основания новых европейских поселений в колонии требования самоуправления становились все громче. Поселение Новозеландской компании в Порт-Николсоне (Веллингтон) имело собственный выборный совет, который был насильственно распущен вице-губернатором Уильямом Гобсоном в 1840 году. Позже Веллингтон стал центром агитации поселенцев за представительное правительство во главе с Сэмюэлем Ревансом, который в 1848 году основал Конституционную ассоциацию поселенцев Веллингтона.
Первый Закон о Конституции Новой Зеландии был принят в 1846 году, хотя губернатор Джордж Грей был против положений, разделяющих страну на европейские районы и районы маори. В результате действие почти всего Закона было приостановлено на шесть лет до принятия нового Закона 1852 г., при этом единственной действующей частью Закона 1846 г. было создание первых провинций Новой Зеландии. Тем временем Грей разработал свой собственный закон, который учредил как провинциальные, так и центральные представительные собрания, а также разрешил создание округов маори и выборного губернатора. Последнее предложение было отклонено парламентом Соединенного Королевства, когда он принял конституцию Грея.

### Оценка населения в 1851 году
| Район / Населённый пункт              | Мужчины | Женщины | Всего  | Процент |
| ------------------------------------- | ------- | ------- | ------ | ------- |
| Окленд                                |         |         |        |         |
| Окленд                                | 5 282   | 4 148   | 9 430  | 35,3 %  |
| Нью-Уинсор                            | 5 282   | 4 148   | 9 430  | 35,3 %  |
| Бей-оф-Айлендс                        | 5 282   | 4 148   | 9 430  | 35,3 %  |
| Хокианга                              | 5 282   | 4 148   | 9 430  | 35,3 %  |
| Малые населённые пункты               | 5 282   | 4 148   | 9 430  | 35,3 %  |
| Нью-Плимут                            | 845     | 687     | 1 532  | 5,7 %   |
| Веллингтон                            | 3,613   | 2,796   | 6,409  | 24.0 %  |
| Новый Ульстер                         | 9 740   | 7 631   | 17 371 | 65 %    |
| Нельсон                               | 2 317   | 1 970   | 4 287  | 16,1 %  |
| Кентербери                            |         |         |        |         |
| Акароа                                | 1 965   | 1 308   | 3 273  | 12,3 %  |
| Остальная часть провинции             | 1 965   | 1 308   | 3 273  | 12,3 %  |
| Отаго                                 | 1 013   | 763     | 1 776  | 6,6 %   |
| Новый Мюнстер                         | 2 978   | 2 071   | 9 336  | 35 %    |
| Колония Новая Зеландия                | 15 035  | 11 672  | 26 707 | 100 %   |
| Source: Dominion Committee Blue Books |         |         |        |         |

### Конституционный акт 1852 года
Второй конституционный акт был принят в 1852 году и стал центральным конституционным документом колонии. Он создал генеральную ассамблею, которая состояла из законодательного совета и избранной палаты представителей. Первые всеобщие выборы в палату представителей прошли с 14 июля по 1 октября 1853 г.
Первый созыв парламента был открыт 24 мая 1854 года. Администратор правительства Роберт Виньярд быстро столкнулся с требованиями о немедленном предоставлении ответственного управления колонии; 2 июня палата представителей приняла резолюцию по этому поводу, автором которой выступил Эдвард Гиббон Уэйкфилд. Виньярд отказался, заявив, что управление по делам колоний не упоминает в своих депешах ответственное правительство. Исполнительный совет посоветовал Виньярду не вводить ответственное правительство, а тем временем он отправил депешу в Лондон с просьбой разъяснить ситуацию. Затем Виньярд предложил добавить в исполнительный совет нескольких избранных членов парламента и назначил в совет Джеймса Фитцджеральда, Генри Сьюэлла и Фредерика Велда. Компромисс работал несколько недель, но 1 августа парламент потребовал полной власти назначать министров. Виньярд отказался, и все трое депутатов вышли из совета. В ответ Виньярд приостановил работу парламента на две недели. 31 августа он назначил Томаса Форсайта, Джернингема Уэйкфилда и Джеймса Макэндрю в исполнительный совет, но когда парламент собрался снова, он вынес им вотум недоверия.
Парламент собрался 8 августа 1855 года, когда Виньярд получил инструкции от Управления по делам колоний ввести ответственное правительство. Новый губернатор, сэр Томас Гор Браун, прибыл 6 сентября 1855 года и освободил Виньярда от его обязанностей. 28 января 1858 г. Виньярд был назначен в Законодательный совет.
Губернатор Томас Гор Браун впоследствии объявил, что самоуправление начнется со второго созыва парламента Новой Зеландии, избранного в 1855 году. Губернатор попросил Генри Сьюэлла сформировать правительство, теперь известное как министерство Сьюэлла. 7 мая он стал министром по делам колоний — фактически первым премьер-министром Новой Зеландии, однако правительство просуществовало недолго. Лидер фракции провинциалистов (про-провинций) Уильям Фокс добился роспуска правительство Сьюэлла 20 мая 1856 года. Однако сам Фокс недолго оставался на своем посту, потерпев поражение от умеренного Эдварда Стаффорда.

## Обретение статуса доминиона
Колония Новой Зеландии просуществовала до 26 сентября 1907 года, когда в результате решения имперской конференции 1907 года и по запросу правительства Новой Зеландии король Эдуард VII объявил Новую Зеландию и Ньюфауленд доминионами. Переход 1907 года от колонии к доминиону был в значительной степени символическим, и Новая Зеландия не стала независимой до тех пор, пока генеральная ассамблея Новой Зеландии не приняла закон о принятии Вестминстерского статута 1947 года, который применял Вестминстерский статут 1931 года к доминиону Новой Зеландии (хотя Великобритания сохранила за Новой Зеландией право издавать законы по её просьбе); некоторые колониальные постановления сохранялись некоторое время после этого. Закон о Конституции Новой Зеландии 1852 года был заменен Законом о Конституции 1986 года.

## Символы
Первым флагом, использованным колонией Новой Зеландии, был флаг Британского Союза. Это начало меняться с принятием закона об обороне колониального флота 1865 года, который требовал, чтобы все корабли колониальных правительств несли синий флаг Королевского флота с колониальным значком. На этом этапе у Новой Зеландии не было колониального значка или собственного герба, поэтому к синему флагу были добавлены буквы «NZ». Колония Новая Зеландия использовала тот же королевский герб, что и Соединенное Королевство.
В 1869 году старший лейтенант корабля Королевского флота HMS Blanche Альберт Гастингс Маркхэм представил губернатору Новой Зеландии сэру Джорджу Боуэну проект национального флага. Первоначально он использовался только на правительственных кораблях, но был принят в качестве национального флага де-факто на волне патриотизма, возникшей во время Второй англо-бурской войны в 1902 году. Чтобы положить конец путанице между различными рисунками флага, либеральное правительство Новой Зеландии приняло флаг и законопроект о кодовых сигналах, одобренный королем Эдуардом VII. 24 марта 1902 г. был провозглашён национальный флаг Новой Зеландии.